# Enneapogon caerulescens
Enneapogon caerulescens är en gräsart som först beskrevs av Charles Gaudichaud-Beaupré, och fick sitt nu gällande namn av Nancy Tyson Burbidge. Enneapogon caerulescens ingår i släktet Enneapogon och familjen gräs. Inga underarter finns listade i Catalogue of Life.